# Picumne roux
Sasia abnormis
Espèce
Statut de conservation UICN

 LC  : Préoccupation mineure
Le Picumne roux (Sasia abnormis) est une espèce d'oiseaux de la famille des Picidae.
Son aire s'étend à travers la péninsule Malaise et l'ouest de l'Indonésie.